# جون غاردنر (أستاذ جامعي)
جون غاردنر (بالإنجليزية: John Gardner)‏ هو محامي بريطاني، ولد في 23 مارس 1965 في غلاسكو في المملكة المتحدة.